# Равадиново
Равадиново е село в Югоизточна България. То се намира в община Созопол, област Бургас.

## География
Равадиново се намира на 6 км от град Созопол и на около 2,5 км от черноморския бряг. Селото е разположено както близо до морето, така и до Странджа. От най-високата му точка се открива гледка към морето и към Бургас.

## История
Равадиново е сравнително младо село. Неговата история започва през 1913 година, когато бежанци от Източна и Западна Тракия го избират за свой дом. Държавата, с помощта на френския банкер Рьоне Шарон, урежда заем и така се строят т. нар. шаронски къщи, много от които могат да се видят и днес из цяла Странджа.

## Население

### Етнически състав
Преброяване на населението през 2011 г.
Численост и дял на етническите групи според преброяването на населението през 2011 г.:
|                     | Численост |
| Общо                | 644       |
| Българи             | 383       |
| Турци               | -         |
| Цигани              | 250       |
| Други               | 4         |
| Не се самоопределят | -         |
| Неотговорили        | 7         |

## Редовни събития
В Равадиново всяка година от много време се празнуват и изпълняват българските празници и обичаи. Всяка година младите моми лазаруват за здраве в селото. На Бъдни вечер ергените на селото обикалят и гонят злите духове за здраве.
Село Равадиново отбелязва своя празник на Свети Дух, чиято дата е между 26 май и 15 юни и всяка година на него идва известен изпълнител.

## Културни и природни забележителности
Замък „Влюбен във вятъра“, на 2 километра от Созопол, навътре в сушата до село Равадиново 

## Личности
- Христо Фотев е живял и творил в Равадиново.
- Георги Тумпалов е собственик, архитект и строител на Замъка „Влюбен във вятъра“.